# Up Against the Wall Motherfucker
Up Against the Wall Motherfucker, (traducido como Contra el muro hijos de puta) a menudo abreviado como The Motherfuckers o UAW/MF, era un grupo de afinidad anarquista dadaísta y situacionista con sede en la ciudad de Nueva York. Esta "pandilla callejera con análisis" era famosa por su acción directa en el Lower East Side.

## Historia
Los Motherfuckers surgieron de un grupo de arte influenciado por Dada llamado Black Mask con algunas personas adicionales involucradas en manifestaciones contra la Guerra de Vietnam, celebradas en enero de 1967. Black Mask fue formada en 1966 por Ben Morea, un pintor de origen catalán y el poeta Dan Georgakas, Black Mask produjo un manifiesto del mismo nombre y declaró que el arte revolucionario debería ser "una parte integral de la vida, como en la sociedad primitiva, y no un apéndice de la riqueza". En mayo de 1968, Black Mask cambió de nombre y pasó a la clandestinidad. Su nuevo nombre, Up Against the Wall Motherfuckers, proviene de un poema de Amiri Baraka. Abbie Hoffman los caracterizó como "la pesadilla de la clase media ... un fenómeno mediático anti-mediático simplemente porque su nombre no pudo ser impreso".
Algunos de sus acciones más reconocidas fueron:
- 1967: Forzaron su camino hacia El Pentágono durante una protesta contra la guerra.[4]
- 1968: Arrojaron sangre, huevos y piedras al Secretario de Estado de los Estados Unidos, Dean Rusk, que asistía a un evento de la Asociación de Política Exterior en Nueva York.[5]
- Es "asesinado" Kenneth Koch (usando cartuchos de salva).[6]
- Se arrojaron desechos no recolectados del Lower East Side en la fuente Revson en Lincoln Center en la noche de apertura de un "evento cultural burgués" de gala durante una huelga de basura en Nueva York (un evento documentado en el documental de 1968  Garbage )..[7]
- 1969:Organizó y produjo noches de conciertos gratuitos en Fillmore East después de exigir con éxito que el propietario Bill Graham le diera a la comunidad el lugar para una serie de conciertos gratuitos semanales. Estas "Noches gratis" duraron poco, ya que las fuerzas combinadas del ayuntamiento de Nueva York, la policía y Graham dieron por finalizado el acuerdo.[8]
- Cortaron las vallas enWoodstock, permitiendo que miles entren gratis.[4][9]

### Asociaciones
Valerie Solanas, una feminista radical y presunta atacante de Andy Warhol, era amiga de Morea y estaba asociada con los UAW/MF. En la película Le disparé a Andy Warhol, se alega que el arma utilizada en su ataque fue tomada de Morea.
Cuando John McMillian de The New York Press le preguntó a Morea en una entrevista de 2005 cómo había sido capaz de racionalizar el apoyo a Solanas, Morea respondió: "¿Racionalizar? No racionalicé nada. Amaba a Valerie y odiaba a Andy Warhol, así que eso es todo lo que había que hacer ". Luego agregó: "Quiero decir, no quería dispararle". Luego agregó: "Andy Warhol arruinó el arte". Antes de convertirse en los UAW/MF, la Internacional Situacionista aceptó al grupo de Morea como su rama de Nueva York.

### Influencia como lema
La frase fue tomada del poema "Black People!" por Amiri Baraka (LeRoi Jones): "Las palabras mágicas son: ¡Contra la pared, hijo de puta, esto es un atraco!" Esto, a su vez, era una referencia a una frase "supuestamente ladrada por la policía de Newark a los negros bajo custodia". El poema apareció en The New York Times en 1968 y Mark Rudd, organizador de la organización Estudiantes por una Sociedad Democrática, citó provocativamente la línea en una carta abierta al rector de la universidad.
La mayoría de la letra de la canción de 1969 "We Can Be Together", de la banda de acid rock Jefferson Airplane, se tomó prácticamente palabra por palabra de un folleto escrito por el miembro John Sundstrom, y se publicó como "The Outlaw Page" en el East Village Other. La letra decía en parte: "Todos somos forajidos a los ojos de Estados Unidos. Para sobrevivir, robamos, engañamos, mentimos, forjamos, follamos, escondemos y tratamos ... Todo lo que dices que somos, lo somos ..." ¡Contra la pared, hijo de puta! " La canción marcó el primer uso de la palabra "joder" en la televisión estadounidense, cuando el grupo la puso sin censura en The Dick Cavett Show el 19 de agosto de 1969. Esta canción también ayudó a popularizar la frase como un grito de guerra de la contracultura, más allá del impacto inmediato del grupo anarquista.
En varias ocasiones, la línea se hizo popular entre varios grupos que surgieron de los años sesenta, desde el partido Black Panthers hasta organizaciones feministas e incluso "campesinos sureños". En 1968, David Peel y el Lower East Side incluyeron la canción "Up against the Wall, Motherfucker" en su álbum titulado Have a Marijuana. En la década de 1970, el cantautor de country de Texas Ray Wylie Hubbard adaptó la famosa frase para una canción que escribió titulada "Up Against the Wall, Redneck Mother". La frase también se usó como título de una canción en el álbum Penance Soiree de The Icarus Line.
La famosa frase fue gritada por Patty Hearst durante el robo del banco Hibernia en San Francisco.

## Lecturas Externas
- Black Mask & Up Against The Wall Motherfucker. Unpopular Books. 1993. ISBN 1-873176-70-8.
- «The Brown Paper Bag Theory of Affinity Groups». Archivado desde el original el 7 de junio de 2008. Consultado el 26 de diciembre de 2019.
- Casey, Caitlin (2017). «Up against the Wall Motherfucker: Ideology and Action in a 'Street Gang with an Analysis'».  En Goyens, Tom, ed. Radical Gotham: Anarchism in New York City from Schwab's Saloon to Occupy Wall Street. Urbana: University of Illinois Press. pp. 161-179. ISBN 978-0-252-08254-2.
- McMillian, Jon (5 de junio de 2005). «Garbage Guerrilla». Archivado desde el original el 4 de julio de 2011. Consultado el 26 de diciembre de 2019.
- Neumann, Osha (2008). Up Against the Wall Motherf**kers: A Memoir of the '60s, With Notes for Next Time. Seven Stories. ISBN 978-1-58322-849-4.
- Benvega, Luca (2014). The cultural workers. Fenomeni politico culturali e contestazione giovanile negli anni '60 (en italiano). Bepress. ISBN 978-8896130407.
- Ben Morea's blog Archivado el 16 de febrero de 2009 en Wayback Machine.